# 明日、キミのいない世界で
『明日、キミのいない世界で』（あす、キミのいないせかいで）は、2020年1月10日に公開されたHiROKi監督の日本映画。

## キャスト
- 真斗 - そらちぃ（アバンティーズ）[2][3][4]
- 遥 - 小林万里子[2][3][4]
- ミヅキ - 三戸なつめ[2][3][4]
- 心平 - てつや（東海オンエア）[2][3][4]
- 笠松将[2][3]
- 岩谷健司[2][3]
- つみきみほ[2][3]
- はじめしゃちょー（友情出演）[5]
- シルクロード（フィッシャーズ、友情出演）[5]

## 音楽
- 主題歌 - ACE COLLECTION「約束のしおり」（ユニバーサルミュージック/EMI Records）[6]
- 挿入歌 - Buddy「moonlight」(UUUM Records)

## スタッフ
- 監督 - HiROKi[2][3][4]
- 脚本 - 吉崎崇二
- エグゼクティブプロデューサー - 梅景匞之
- 製作 - 有馬一昭、角田真敏、宮前泰志
- プロデューサー - 高山達夫、前畑祥子、関友彦
- 撮影 - 横山香哉
- 照明 - 岩渕隆斗
- 録音 - 小畑智寛
- 美術 - 小川明香
- 装飾 - 森田夏海
- 編集 - 長瀬万里
- 音楽 - HiRO-ON
- 音響効果 - 小畑智寛
- 助監督 - 山嵜晋平
- 配給 - イオンエンターテイメント
- 制作 - UUUM

## 関連商品
- 『映画「明日、キミのいない世界で」OFFICIAL PHOTO BOOK ―そら（アバンティーズ）&てつや（東海オンエア）初共演記念写真集―』講談社、2019年12月20日。ISBN 978-4-06-518108-9。
- 服部隆『小説 映画「明日、キミのいない世界で」』講談社、2020年1月10日。ISBN 978-4-06-518108-9。